# Wessenstedt

Landwirtschaftliche Umgebung Wessenstedts

Wessenstedt, inmitten der Lüneburger Heide, ist ein Ortsteil von Natendorf mit etwa 150 Einwohnern, das wiederum zur Samtgemeinde Bevensen-Ebstorf im Landkreis Uelzen, Niedersachsen, gehört. 
Bekannt wurde Wessenstedt durch einen in der Nähe des Dorfes entdeckten Urnenfriedhof. Die darauf gefundenen Gefäße dienten Archäologen zur Datierung einer der vier Stufen der Eisenzeit (nichtkeltische, niedersächsische Hallstattzeit) räumlich auf Nord-Hannover, der sogenannten „Stufe von Wessenstedt“ (800–600 v. Chr.).
Bezeichnend sind auch bronzezeitliche Nachwirkungen, nämlich flache Hügelgräber mit kleinen Steinkisten sowie Gefäße, bei denen der konische Hals und der Bauch gleich hoch sind.
Zu Wessenstedt gehört heute auch der ehemalige Weinberg des Klosters Ebstorf. Zwar stellte sich bereits vor Jahrhunderten heraus, dass Wein-Anbau in den sandigen Böden der Heide nicht von Erfolg gekrönt ist, jedoch ist der Name „Weinberghof“ bis heute erhalten geblieben.
In der Mitte des 20. Jahrhunderts wurde begonnen, aus dem Areal ein Feriendorf mit Ferienhäusern verschiedener Größe zu machen.
Am 1. Juli 1972 wurde Wessenstedt in die Gemeinde Natendorf eingegliedert.